# Bączal Dolny
Bączal Dolny – wieś w Polsce położona w województwie podkarpackim, w powiecie jasielskim, w gminie Skołyszyn.
4 km na północ od krajowej 28 Gorlice – Biecz – Jasło oraz 6 km na południe od krajowej 73 Tarnów – Pilzno – Jasło.
W latach 1975–1998 miejscowość administracyjnie należała do województwa krośnieńskiego. Powierzchnia wsi to 502,7 ha.
Przez miejscowość przebiegają trzy znakowane szlaki turystyczne: Podkarpacki Szlak Winnic, projekt ATLAS, szlak konny „Karpackie Podkowy”, a od 2014 także Jasielski Szlak Winny z przystankiem w ponad 2-hektarowej winnicy „Dwie Granice”.

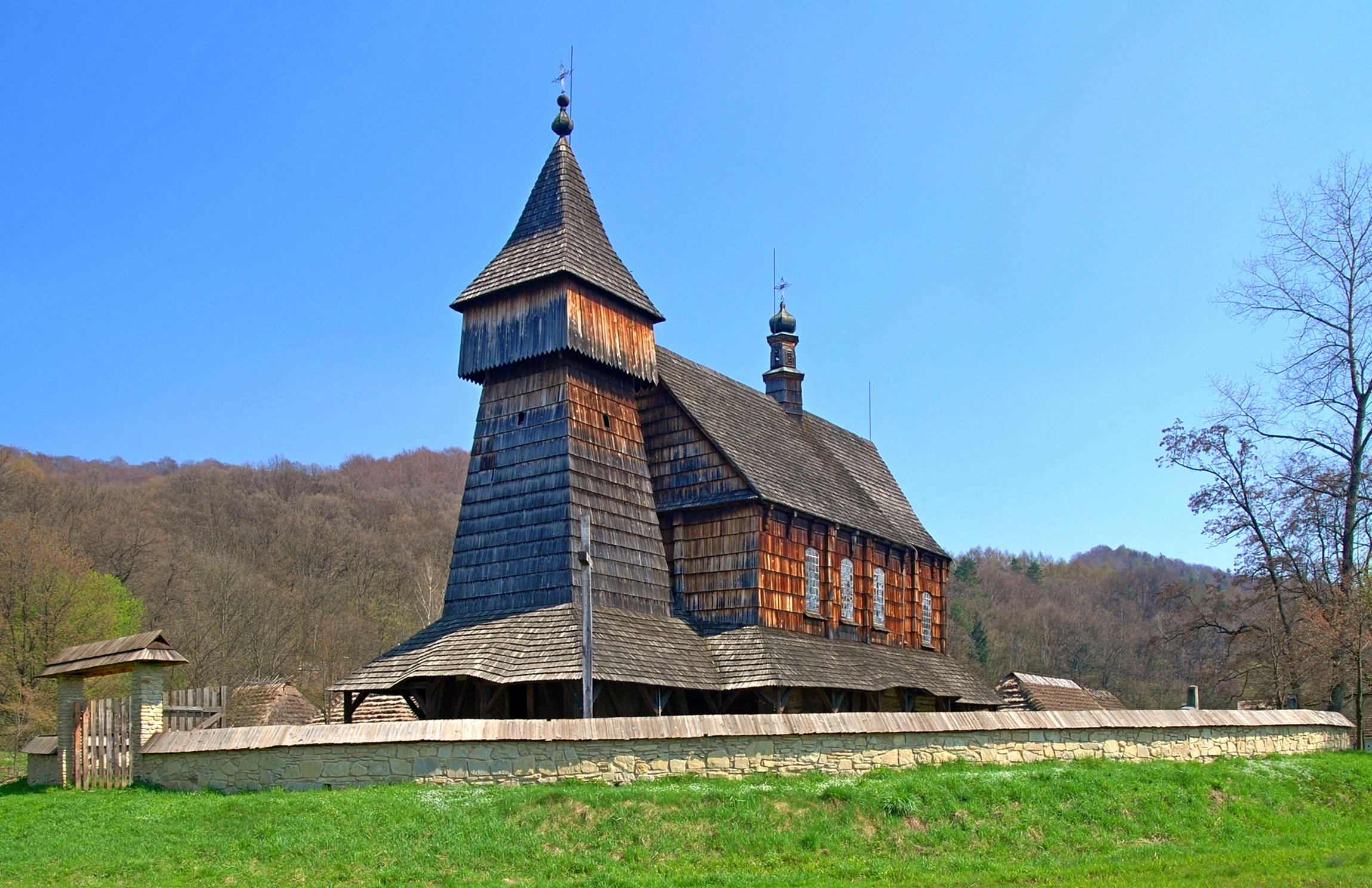
Kościół z Bączala Dolnego z 1667 roku

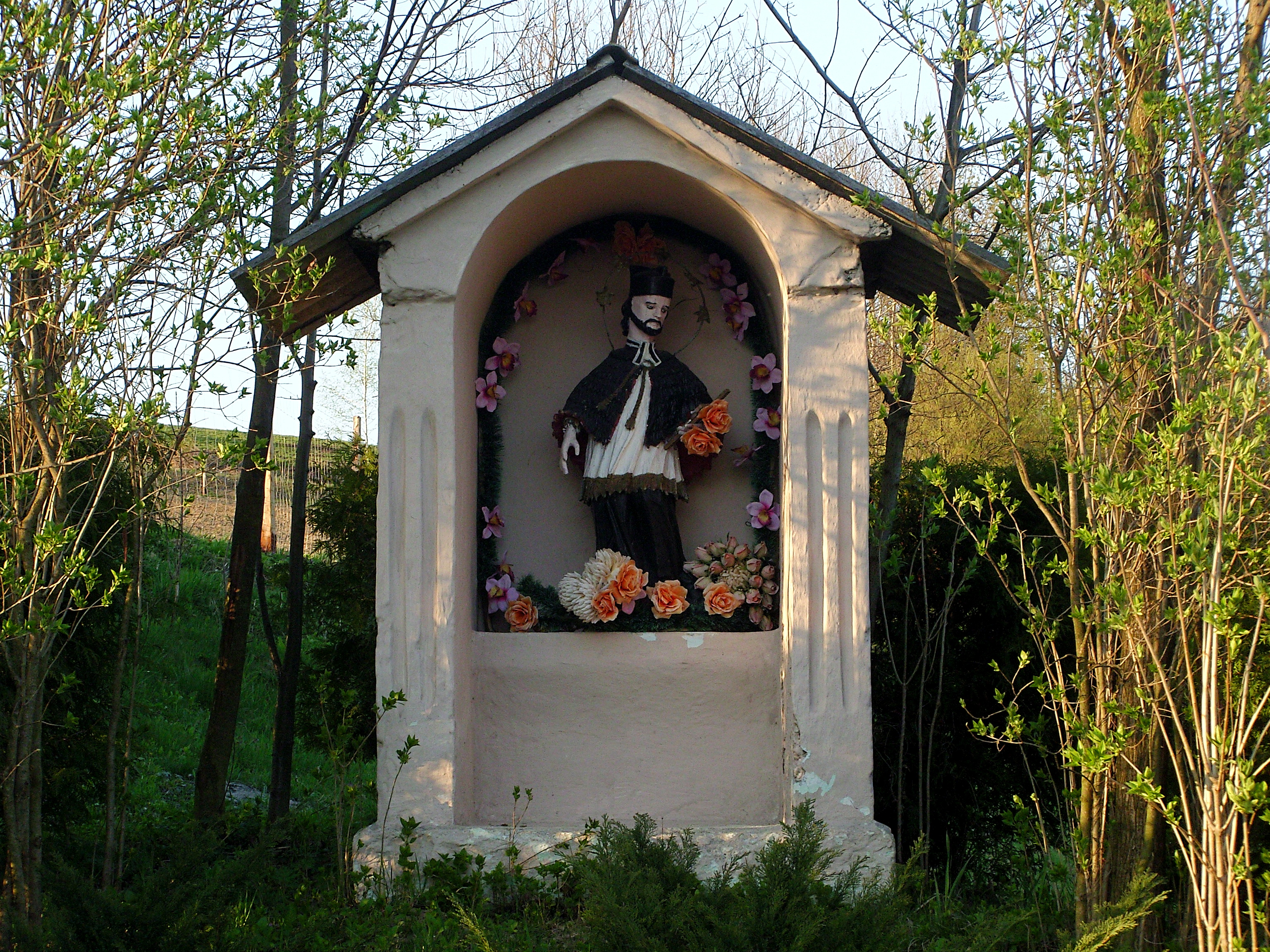
Kapliczka św. Jana Nepomucena z około 1850 roku

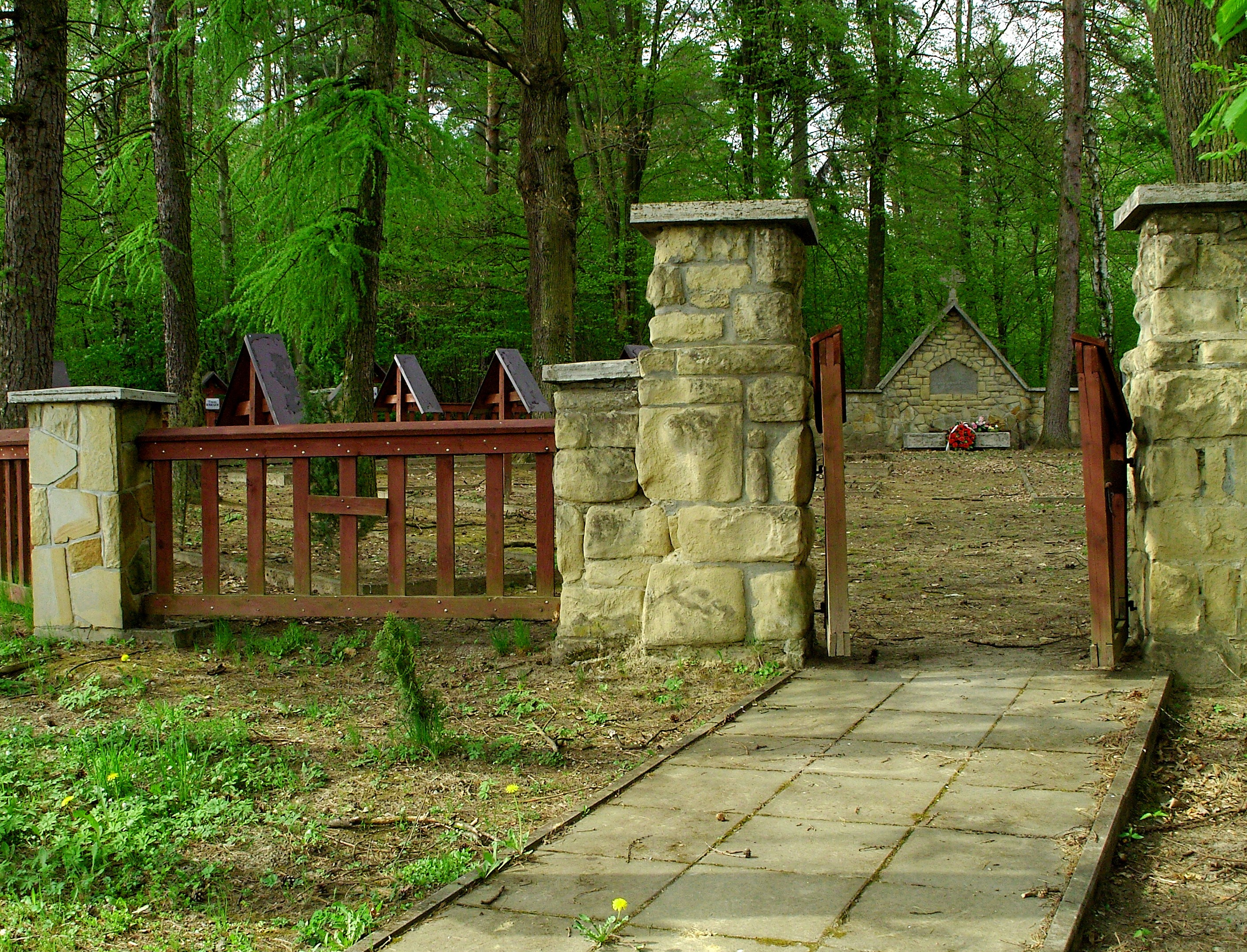
Cmentarz wojenny nr 27 na górze Babis

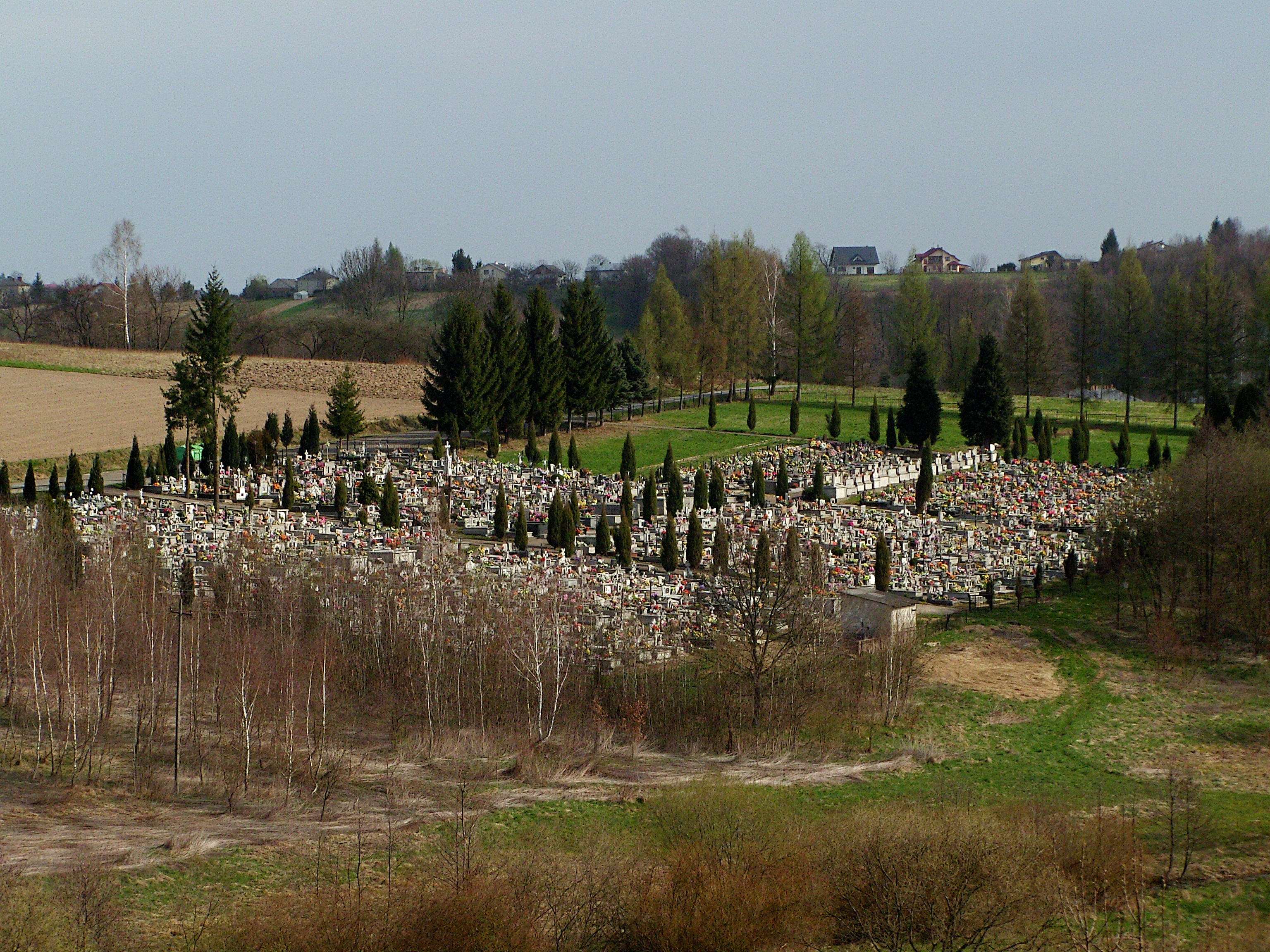
Nowy Cmentarz parafialny z 1952 roku

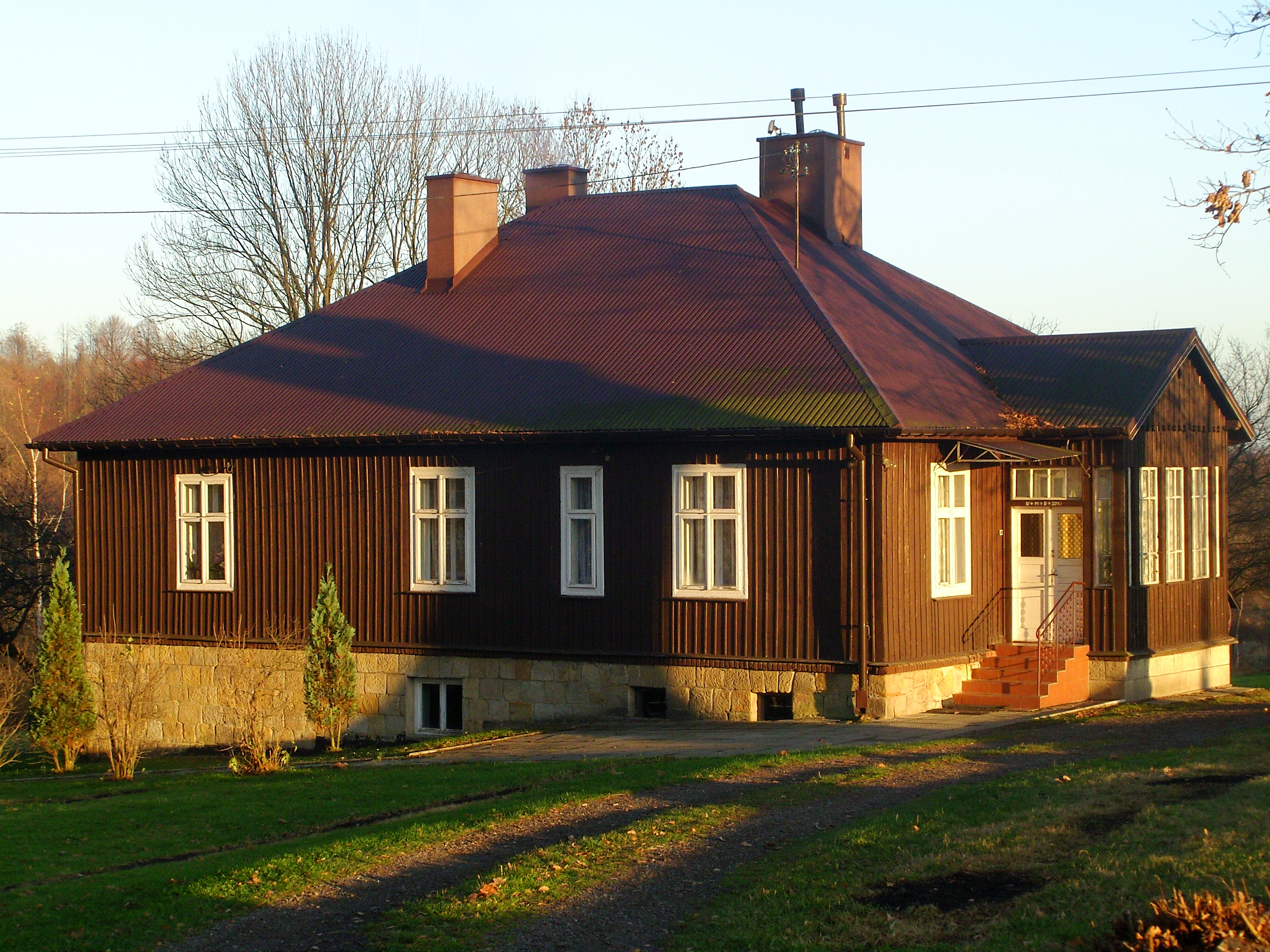
Drewniana plebania z 1923 roku

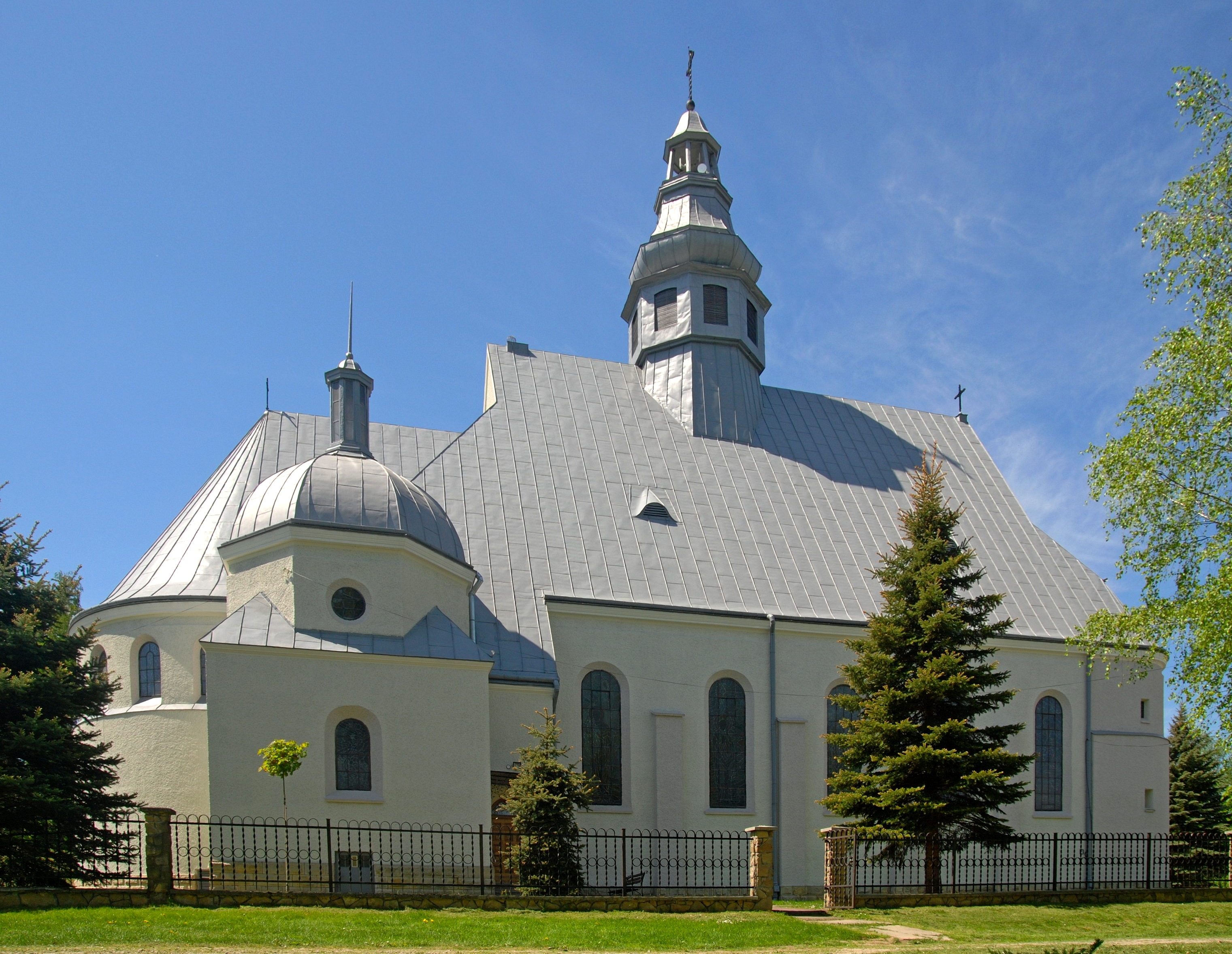
Kościół parafialny w Bączalu Dolnym

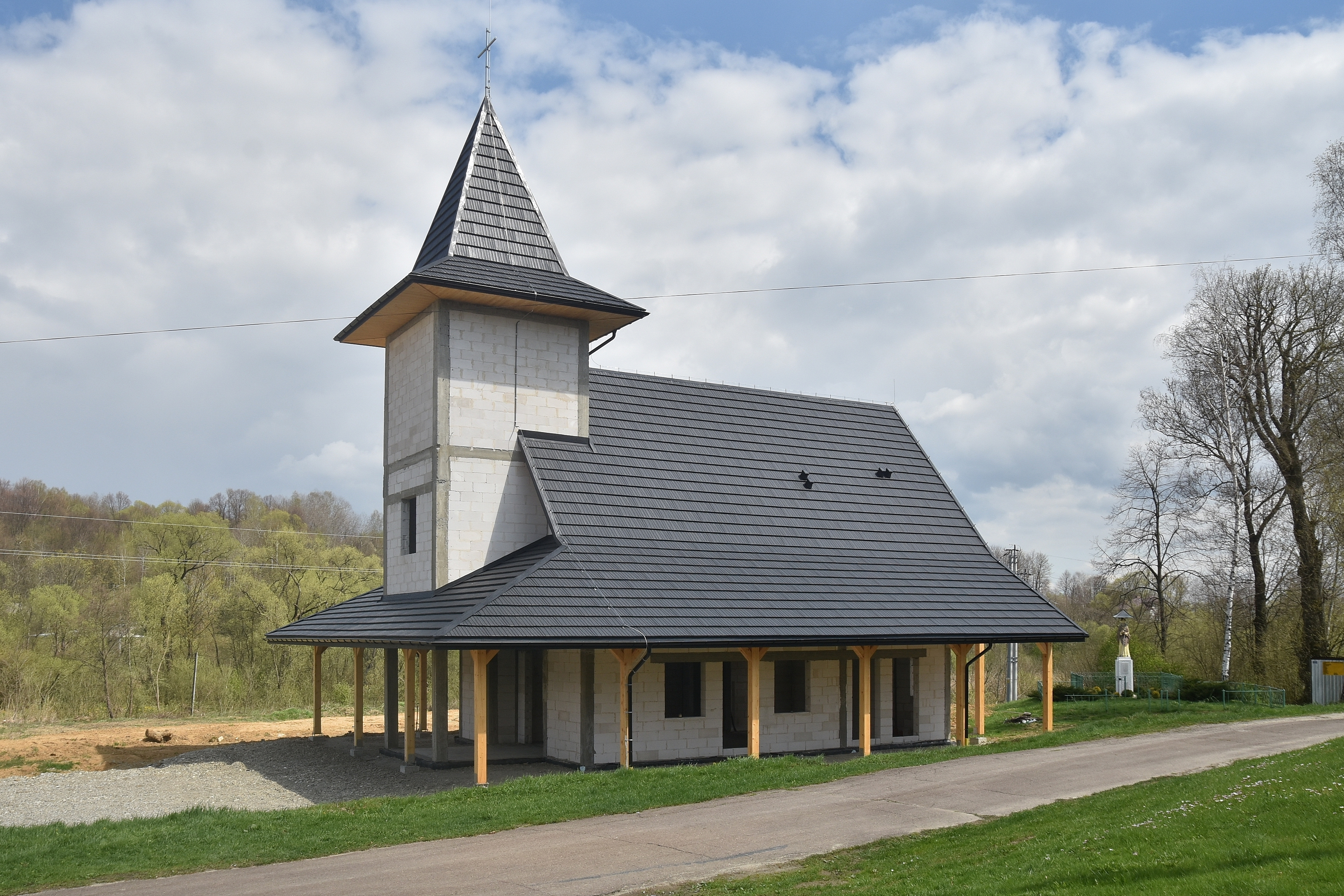
Kaplica

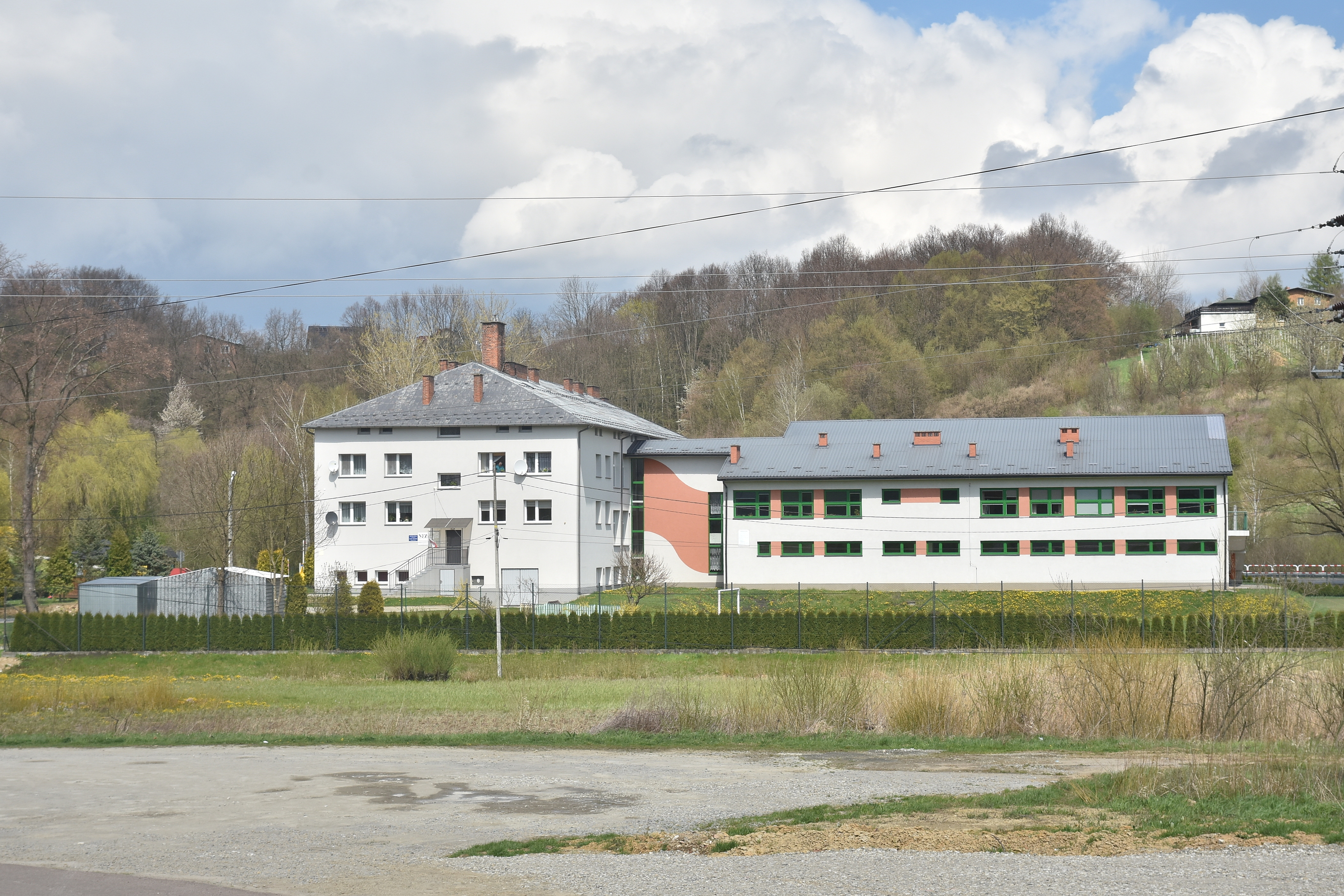
Zespół Szkół Publicznych – Bączal Dolny

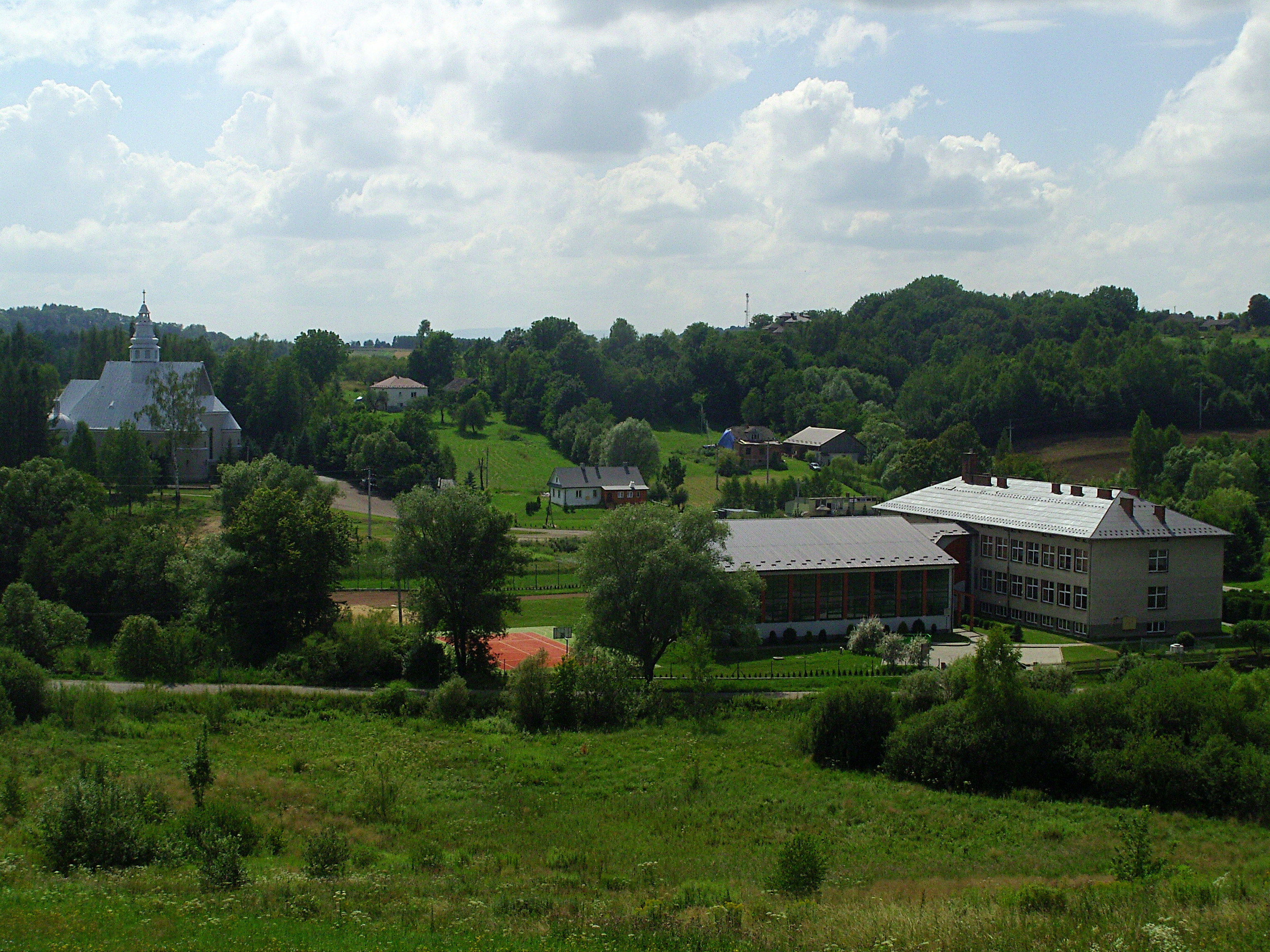
Budynki szkolne wraz z bazą sportową

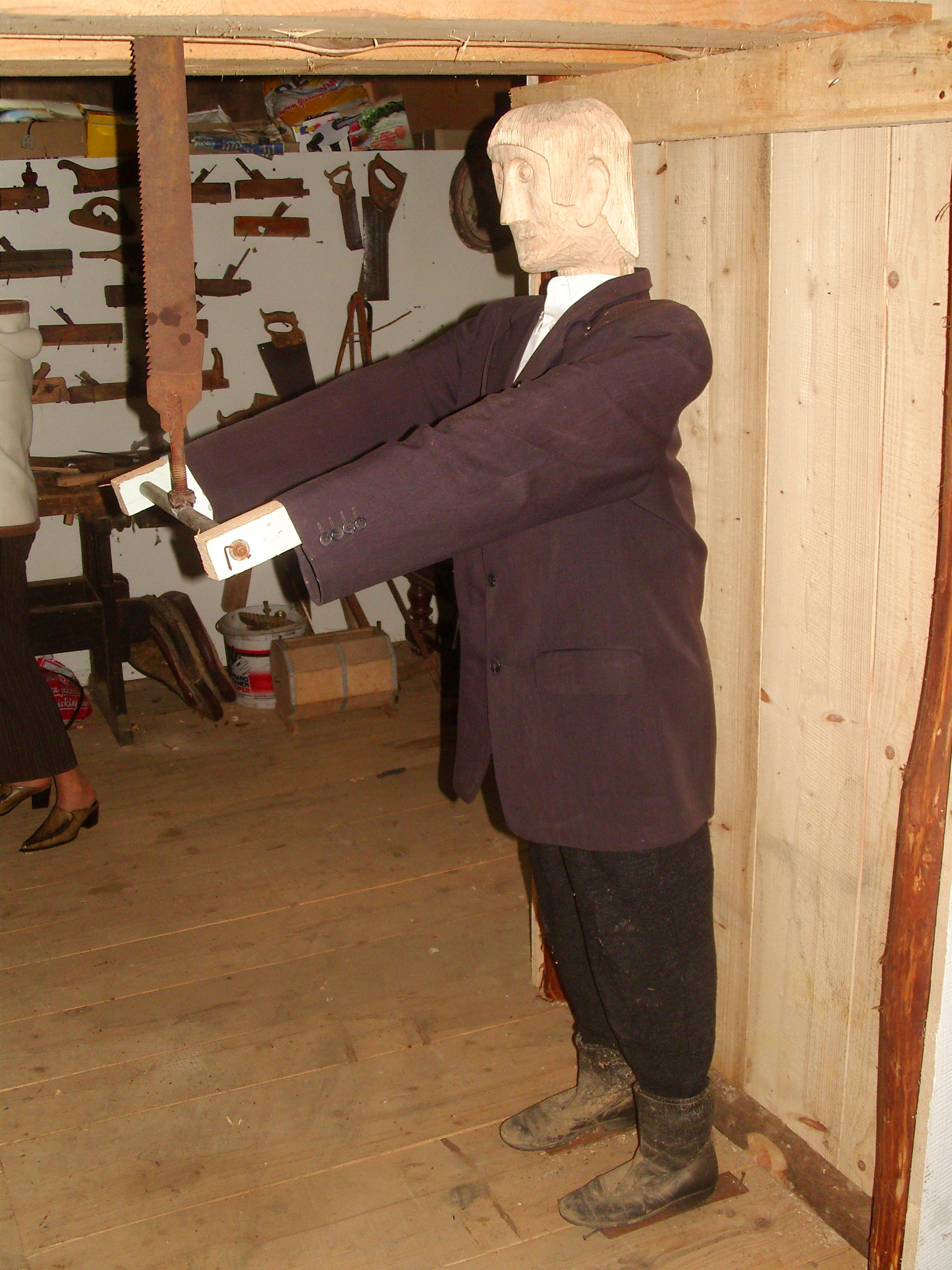
Prywatne Muzeum Wsi Pogórzańskiej

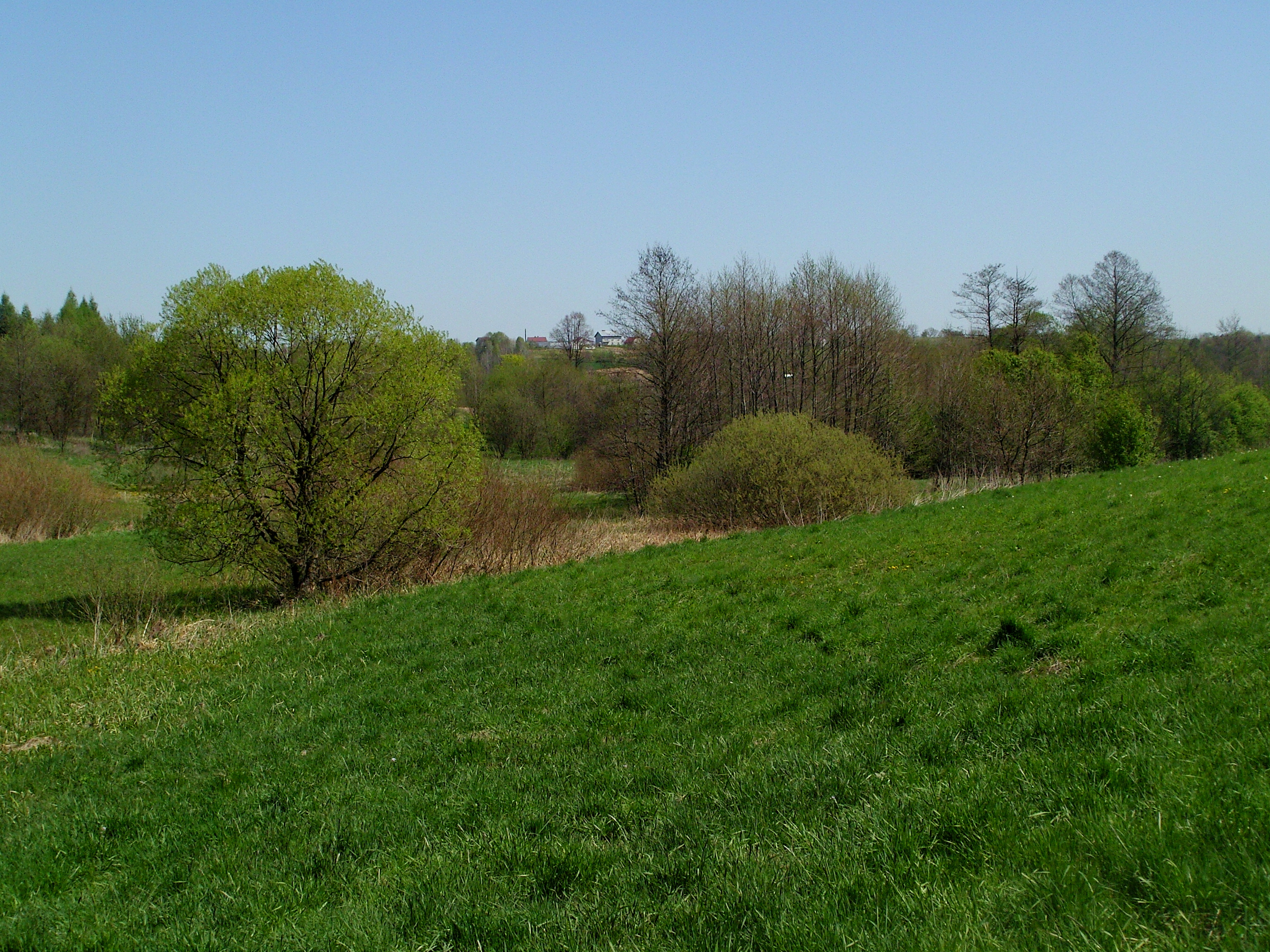
Obszar chroniony Natura 2000 (OZW) – Łąki nad Młynówką

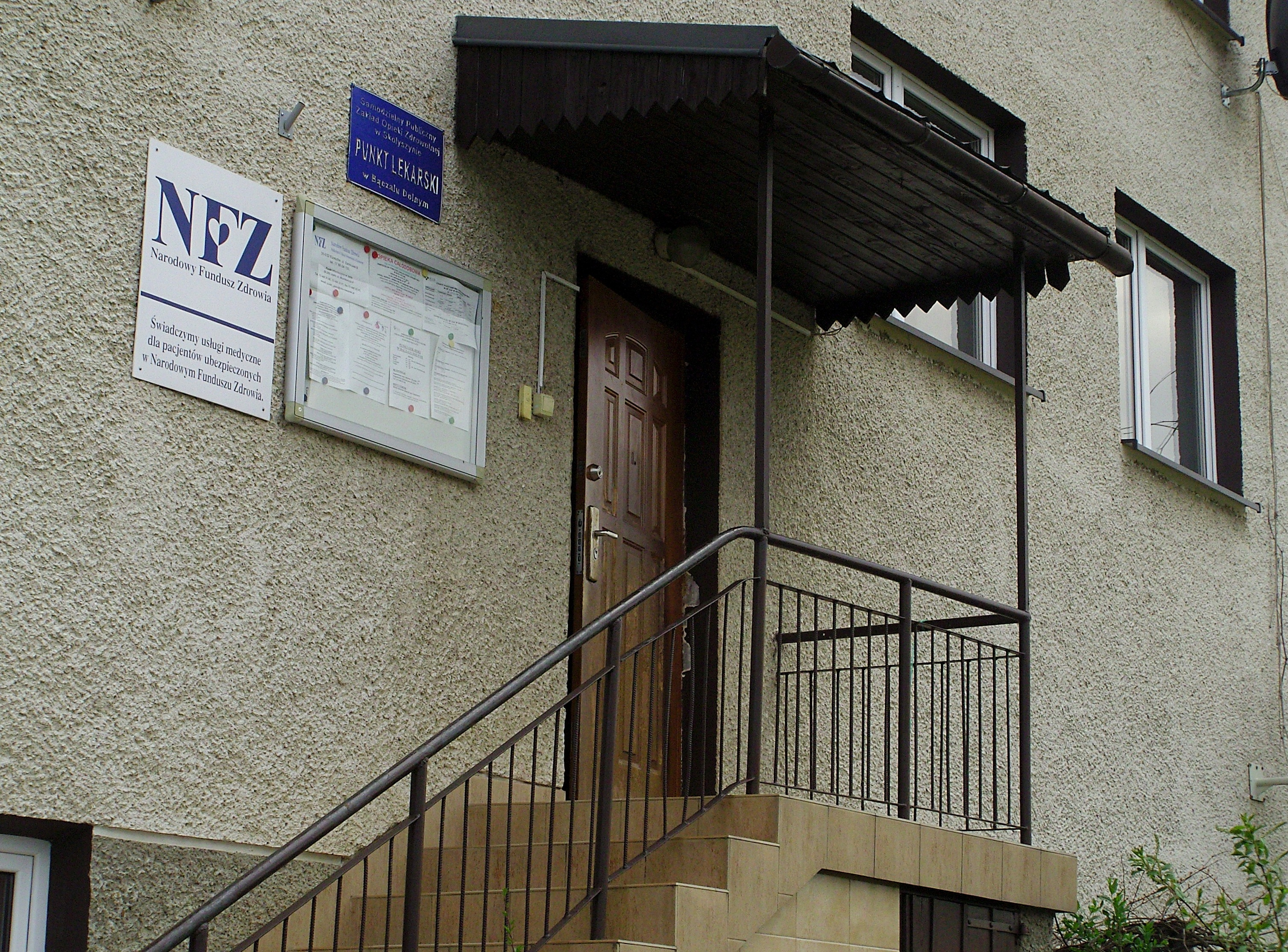
Punkt lekarski w Bączalu Dolnym

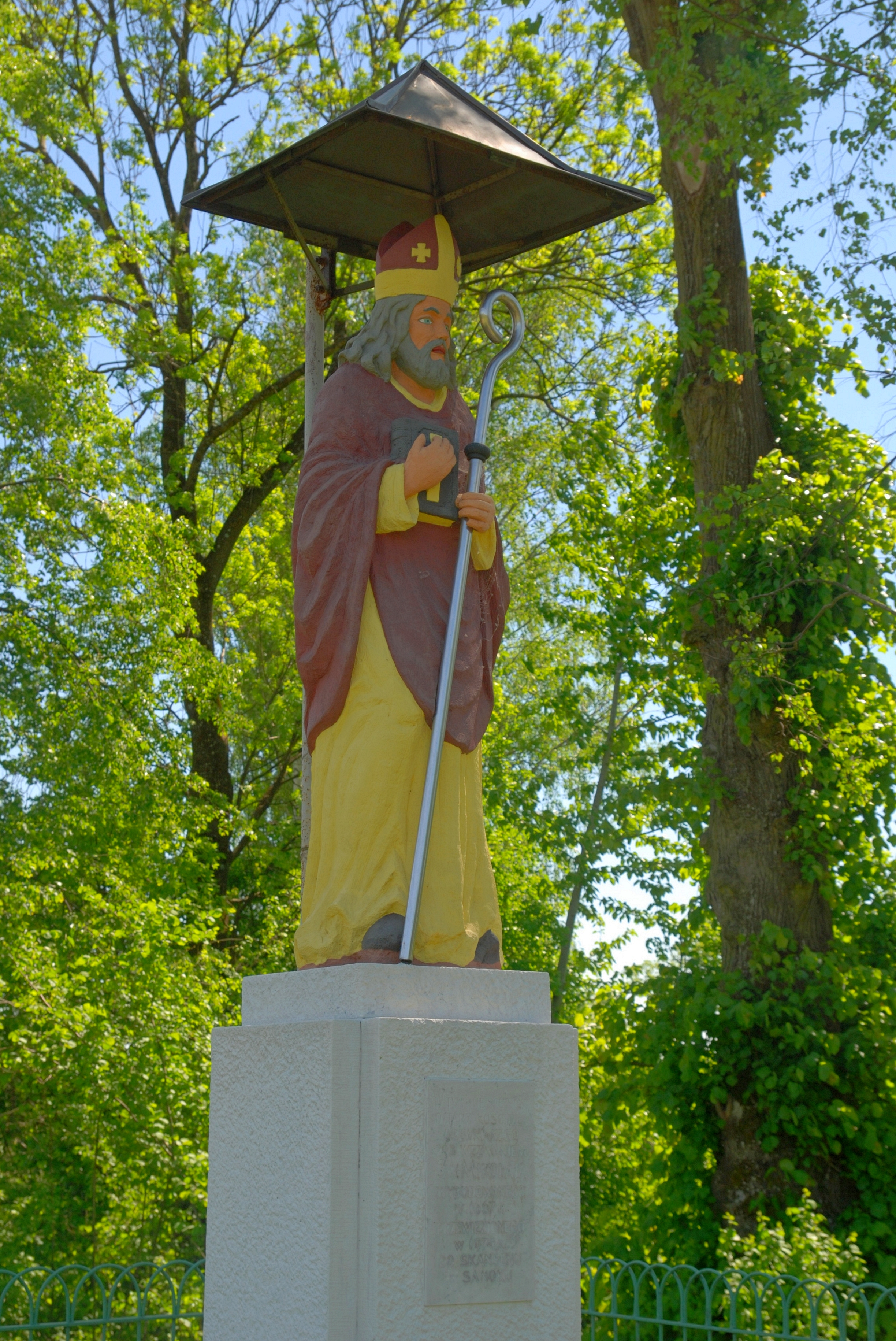
Posąg św. Mikołaja – patrona parafii

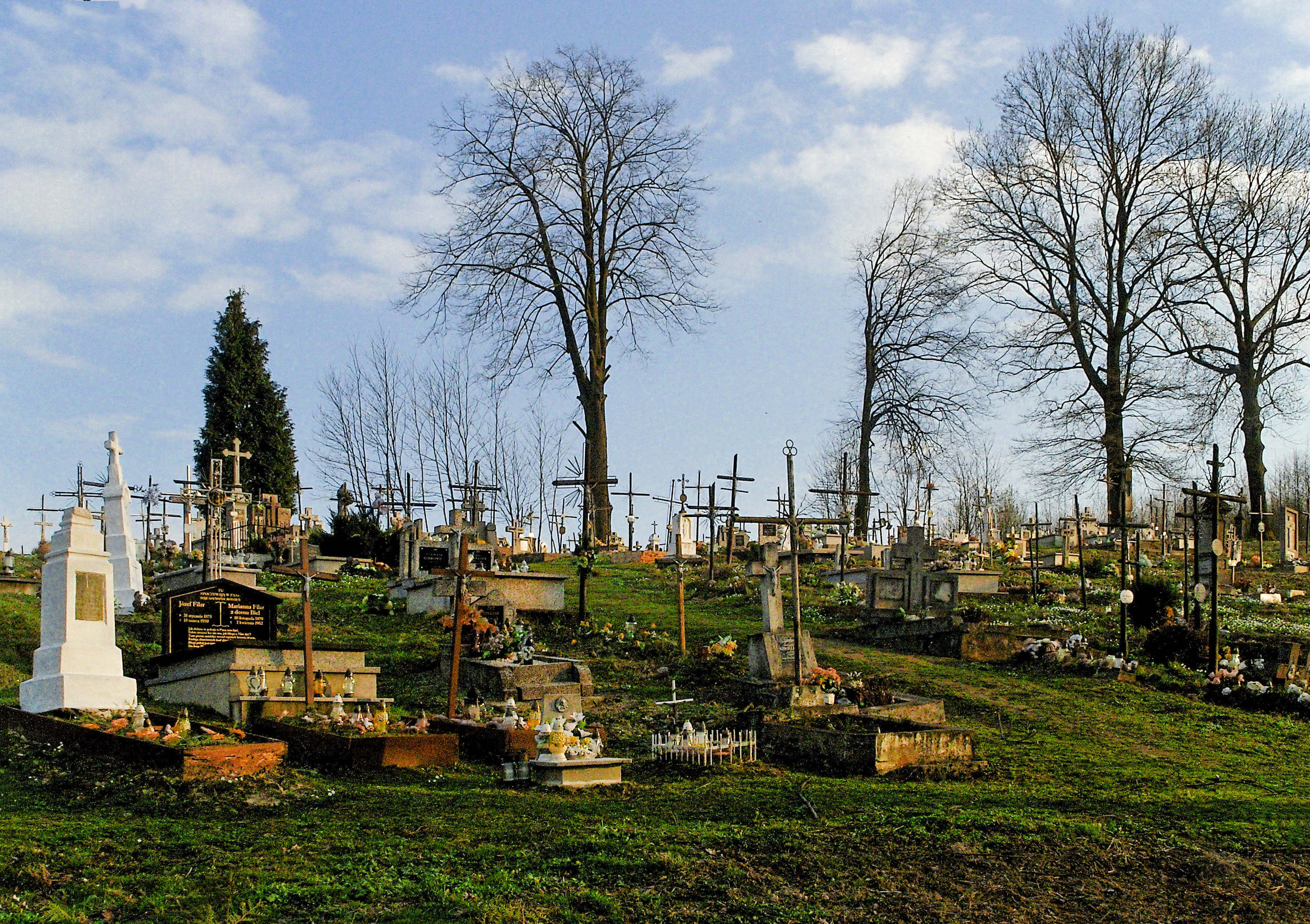
Stary Cmentarz z 1786 roku

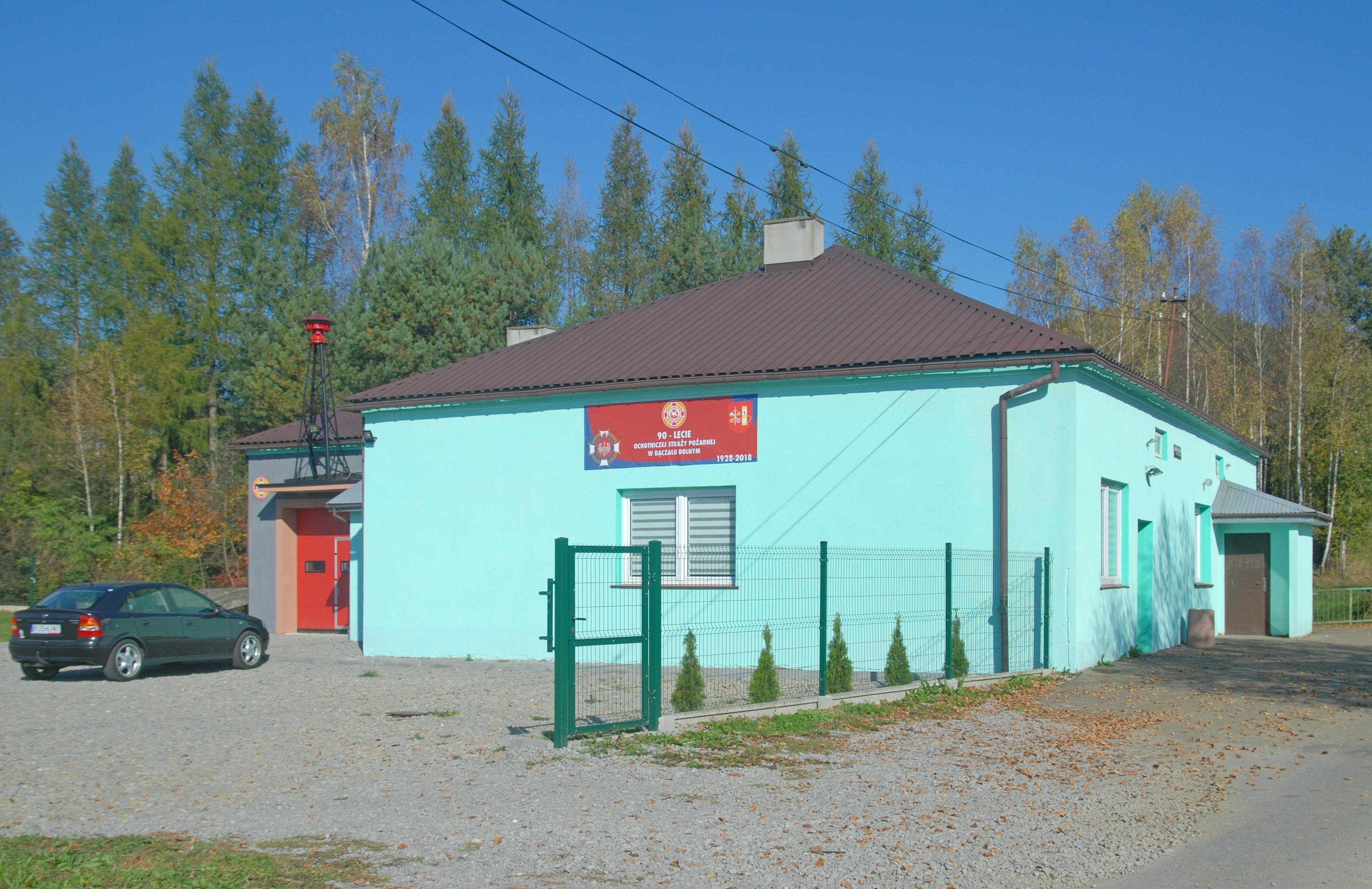
Remiza OSP

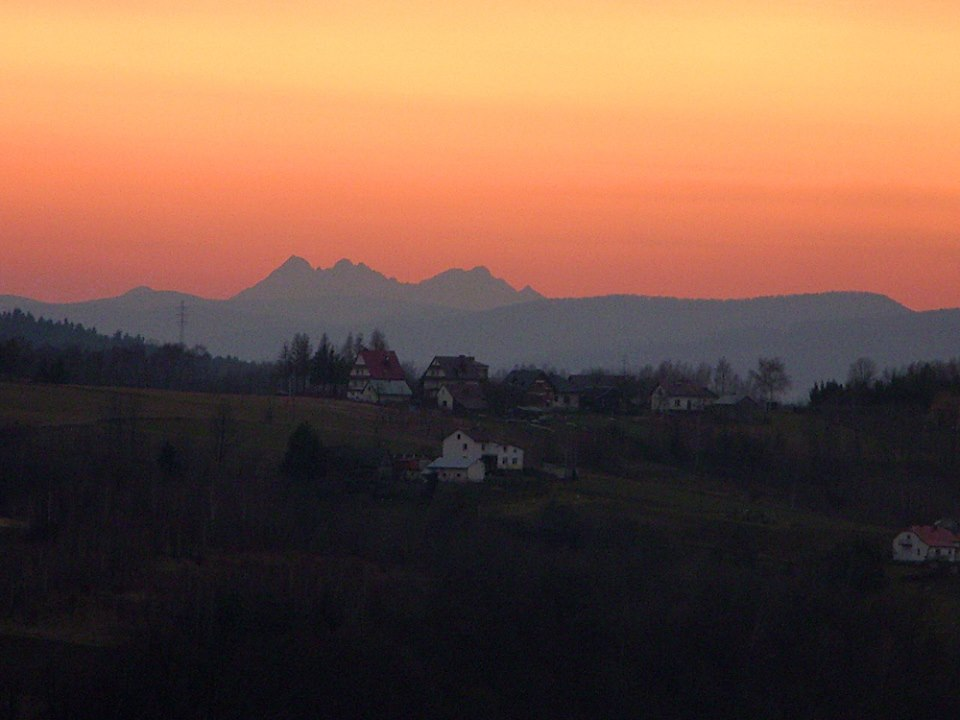
Tatry Wysokie z góry Babis, 2014

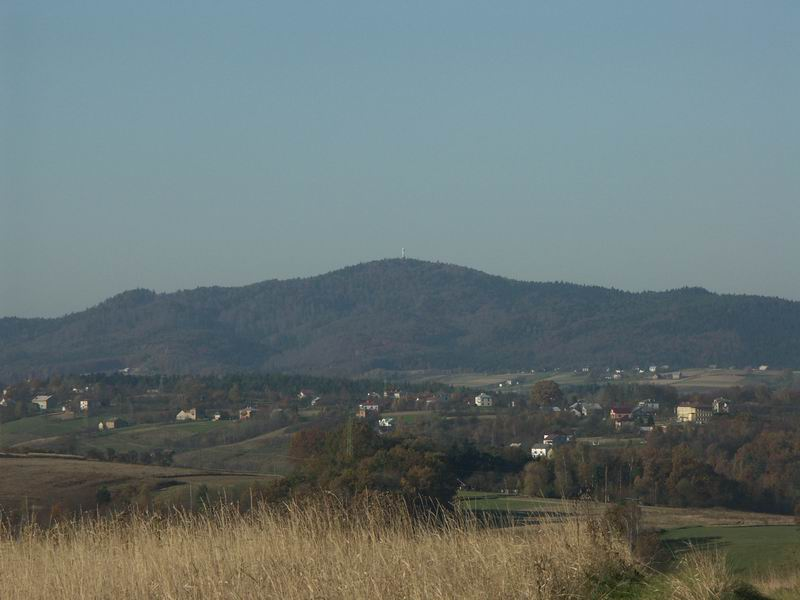
Góra Liwocz – widok z Bączala Dolnego

## Położenie geograficzne i warunki przyrodnicze

### Mikroregion i flora
Bączal Dolny leży w mikroregionie góry Liwocz na Pogórzu Ciężkowickim, które wchodzi w skład pasm Pogórza Karpackiego. W miejscowości rosną kaczeńce, storczykowate, cebulica dwulistna i inne rośliny objęte ochroną. W Bączalu Górnym rośnie podkolan biały. W obu miejscowościach można podziwiać piękne krajobrazy. We wsi znajduje się parę małych kompleksów leśnych, otwartych dla wszystkich, w których można zbierać grzyby, w tym wczesnowiosenną smardzówkę czeską.

### Warunki meteorologiczne
Średnia roczna temperatura wynosi około +6° do +8°, w zimie średnio -4° w styczniu, w lecie +19° w lipcu. Średnia opadów waha się w przedziale od 750 do 800 milimetrów rocznie. Grubość pokrywy śnieżnej to 60–90 cm – zalega ona średnio w ciągu roku od 60 do 80 dni. Liczba dni z zachmurzeniem wynosi średnio w ciągu roku wynosi 133, zaś liczba dni z przymrozkami to około 119. Pierwsze przymrozki występują około 20 września a ostatnie 6 maja, choć zdarzają się i pod koniec tego miesiąca. Wiosna przychodzi wcześnie i jest dość ciepła, lato z reguły jest upalne, jesień zaś szybko przynosi chłody i mgły.

### Granice obrębu
Bączal Dolny graniczy z takimi miejscowościami jak:
- Bączal Górny, Dąbrówka (gmina Brzyska), Lipnica Dolna (gmina Brzyska), Opacie (gmina Jasło), Przysieki, Trzcinica (gmina Jasło), Siedliska Sławęcińskie, Sławęcin i Skołyszyn.

### Ciekawostki przyrodnicze
W Bączalu Dolnym znajduje się także źródło, które w przeszłości uważane było za mające właściwości lecznicze. W wiosce, w rejonie kościoła parafialnego rosną pomnikowe gatunki lipy drobnolistnej i dębu bezszypułkowego liczące około 300–400 lat. Przez obie wsie przepływa wiele strumieni i potoków; w tym potok Młynówka – lewobrzeżny dopływ Ropy.
W Bączalu Dolnym znajduje się cenny pod względem faunistycznym obszar chroniony Natura 2000 – Łąki nad Młynówką. W miejscowości zlokalizowane są złoża surowców ilastych ceramiki budowlanej o szacowanej wielkości.

## Części wsi
| SIMC    | Nazwa    | Rodzaj    |
| ------- | -------- | --------- |
| 0359907 | Brzeziny | część wsi |
| 0359913 | Zalesie  | część wsi |

Zwyczajowe nazwy topograficzne sołectwa Bączal Dolny:
- Babis, Bajdy, Centrum, Góra, Granice, Przy rzece, Przy kościele, Zagrody

## Administracja
Władze wykonawczą miejscowości tworzą: radny Rady Gminy Skołyszyn Krzysztof Sarnecki (od 21 października 2018), który piastuje również funkcję sołtysa.

## Historia
Nazwa Bączal pochodzi najprawdopodobniej od strumyka o nazwie „Bączałka”, przepływającego przez centrum wioski, lub od nazwiska (imienia) Bączał. Bączal Dolny i Górny to wsie założone przez króla Kazimierza Wielkiego na prawie magdeburskim w 1370 roku. Pierwsza pisemna wzmianka o Bączalu pochodzi z 1124 roku (dokument nadania ziemi benedyktynom z Tyńca), a kolejna z 1396 r. W 1595 roku wieś Bączal Niżny położona w powiecie bieckim województwa krakowskiego była własnością starosty olsztyńskiego Joachima Ocieskiego. W XVII w. Bączal Dolny był nazywany Bączalem Niższym, a Bączal Górny Bączalem Wyższym – obie wsie były wsiami rycerskimi, a następnie szlacheckimi. Istniał również Bączal Opata (własność Opatów Tynieckich) – obecnie Opacie.
Parafia w Bączalu Dolnym powstała najprawdopodobniej już pod koniec XIII w., jednak pierwsza wzmianka pochodzi z 1348 roku. Prawdopodobnie istniał tu jeszcze starszy kościół (niewielki drewniany kościółek wybudowany ok. 1400 r.) niż gotycki wybudowany w 1667 r. Niestety został doszczętnie zniszczony.
Bączal Dolny wraz z Bączalem Górnym były jednymi z najmocniej zniszczonych miejscowości w Gminie Skołyszyn w ramach szkód wojennych okresu II wojny światowej. Mieszkańcy miejscowości dawali schronienie osadnikom z Jasła, wysiedlonym z rozkazu ówczesnego niemieckiego starosty jasielskiego – Waltera Gentza w 1944 r. W tym okresie przebywali tutaj ks. Adam Ablewicz – wikariusz jasielski, starszy brat abpa Jerzego Ablewicza i ks. Stanisław Bałuk – proboszcz z Bieździedzy.
Miejscowa plebania dzięki ks. Florianowi Zającowi była ważnym ośrodkiem ruchu oporu, obradowali i przebywali na niej m.in.: ppłk. Władysław Owoc, ppłk. Józef Modrzejewski i kpt. Józef Drelichowski.
Aktualnie w miejscowości znajduje się murowany kościół parafialny nawiązujący stylowo do nurtu narodowego w architekturze historyzującej z domieszką wczesnego modernizmu (ekspresjonizm); zbudowany w typie pseudobazylikowym, dzięki staraniom księdza prałata Stanisława Czernieca, w latach 1957–1959, według drugiego projektu sporządzonego przez znanego lwowskiego architekta Eustachego Chmielewskiego.
W latach 1954–1961 istniała tu gromada Bączal Dolny, czyli najmniejsza jednostka podziału terytorialnego Polskiej Rzeczypospolitej Ludowej z siedzibą GRN w Bączalu Dolnym; w skład gromady wchodziły również dwie inne wsie, tj. Bączal Górny i Opacie.
Od 2008 roku miejscowość znajduje się na trasie górskiego maratonu rowerowego – Cyklokarpaty, a od 2011 także na trasie Biegu Pamięci senatora Stanisława Zająca, który zginął w katastrofie smoleńskiej 10 IV 2010 roku.

## Zabytki i atrakcje turystyczne
- murowany kościół pw. Imienia Maryi – parafialny, wzniesiony w historyzującym polskim stylu narodowym z elementami wczesnego modernizmu, według projektu lwowskiego mgr inż. architekta Eustachego Chmielewskiego. Jego wnętrze skrywa łaskami słynący obraz Matki Bożej Bączalskiej z I połowy XVII wieku (w typie Matki Bożej Śnieżnej),
- przydrożne kapliczki,
- drewniany kościół św. Mikołaja – zbudowany w stylu późnogotyckim przed 1667 rokiem, przeniesiony i regotyzowany do swojego pierwotnego stanu, od 1975 roku stoi w Muzeum Budownictwa Ludowego w Sanoku[12].
- krzyże z okresu pierwszej i II wojny światowej,
- drewniana plebania z 1923 roku, wybudowana w stylu dworkowym,
- cmentarz wojenny nr 27 projektu Johanna Jägera z I wojny światowej (na górze Babis)
- pomnikowa figura św. Mikołaja patrona byłego kościoła,
- stuletnie, drewniane budynki mieszkalne i zabudowania gospodarcze,
- stary, zabytkowy cmentarz parafialny, założony około 1790 roku,
- murowana figura – jedna z najstarszych kapliczek w regionie, datowana nawet na XV wiek,
- historyczny dwór w Bączalu (został zniszczony),
- źródło, a w nim woda uważana przed II wojną światową za mającą właściwości lecznicze,
- obszar chroniony Natura 2000 – Łąki nad Młynówką,
- postindustrialne pozostałości starej cegielni (w ruinie)
- trasy quadowe z zapleczem o trzech stopniach trudności i łącznej długości ponad 2000 m[13],
- ośrodek wypoczynkowy Jasielskiego Klubu Motocyklowego,
- prywatne muzeum wsi pogórzańskiej, w zabudowaniach pana M. Skrzyszowskiego – Bączal Dolny 10,
- kompleks rekreacyjno-sportowy, w tym boiska wielofunkcyjne i plac zabaw,

Bączal Dolny położony jest 12 km od Biecza, jednego z najstarszych i najbardziej atrakcyjnych turystycznie miast w Polsce.

## Legendy
Jedno z podań ludowych mówi, że w czasach kiedy powstawał stary kościół, drewno oraz wszystkie materiały budowlane potrzebne na powstanie budowli złożono na górze, ale pewnej nocy cudownym trafem cały materiał został w niewyjaśnionych okolicznościach przeniesiony na dół. W miejscu gdzie najpierw był złożony cały materiał wybudowano Murowaną figurę, a w miejscu gdzie podobno przeniosła je Maryja (bo sobie ten skrawek ziemi upatrzyła) wybudowano świątynię.

## Infrastruktura i transport
Przez Bączal Dolny przebiegają następujące szlaki komunikacyjne:
drogi powiatowe:
- nr 1829R (Jareniówka-Jabłonica-granica województwa) o łącznej długości 12 200 km (1500 w granicach sołectwa)
- nr 1832R (Bączal-Skołyszyn do drogi krajowej nr 28) o łącznej długości 4 km (750 metrów w granicach miejscowości)[14]

a także kilka dróg gminnych o nawierzchni bitumicznej utwardzonej, żwirowej oraz drogi dojazdowe.
Na terenie sołectwa umiejscowione są 3 przystanki liniowe Zakładu Miejskiej Komunikacji Samochodowej w Jaśle, na których zatrzymują się autobusy zarówno MKS Jasło, PKS Jasło, jak i busy prywatne linii Er-Bus i Hesta.

## Edukacja
W miejscowości (od 2007) działał Zespół Szkół Publicznych w Bączalu Dolnym, w skład którego wchodziły:
- Przedszkole,
- Szkoła Podstawowa im. Tadeusza Reytana; założona w 1885 roku[15],
- Gimnazjum, od 1999 r. do którego uczęszczają uczniowie mieszkający w Bączalu, Lipnicy Górnej i Jabłonicy.

Po reformie oświaty w 2017 roku placówka przekształciła się w ośmioklasową Szkołę Podstawową im. Tadeusza Rejtana.
Na terenie szkoły mieści się kompleks rekreacyjno-sportowy, w skład którego wchodzą: duży plac zabaw dla dzieci, boisko do piłki nożnej z nawierzchnią trawiastą, piaszczyste boisko do piłki plażowej, a także część lekkoatletyczna, w tym: rzutnia do pchnięcia kulą, bieżnia do skoku w dal, rozbieg do skoku wzwyż i boisko pokryte sztuczną nawierzchnią przystosowane do gry w siatkówkę, piłkę ręczną, koszykówkę i tenis ziemny.
Kompleks budynków szkolnych wraz z zapleczem sportowym został zakwalifikowany przez Kuratorium Oświaty w Rzeszowie jako miejsce wypoczynku i stanowi jeden z 9 ośrodków oazowych Ruchu Światło-Życie diecezji rzeszowskiej.
Przy szkole od 2014 roku rośnie Dąb Wolności, upamiętniający 25 rocznicę demokratycznych przemian z VI 1989 roku.
W latach 1887–1890 nauczanie w tejże szkole prowadził młody nauczyciel Jan Szczepanik – późniejszy wynalazca.
Wybitni wychowankowie placówki:
- prof. dr hab. Jerzy Bartmiński – językoznawca, slawista, etnolingwista.
- Marian Bartmiński – brydżysta, sportowiec, sędzia piłkarski.
- ks. Stanisław Bartmiński – kanonik jarosławski, pierwowzór postaci ks. Antoniego Wójtowicza z serialu „Plebania”.
- Jan Bąbaś – ekonomista, członek PZPR.
- Franciszek Cholewiak – działacz Stronnictwa Ludowego, ofiara niemieckim obozów koncentracyjnych.
- prof. dr hab. Marian Cichoń – wykładowca na Uniwersytecie Ekonomicznym w Krakowie.
- Jan Dachowski – mgr administracji, metalurg, wieloletni kierownik WSK w Mielcu.
- ks. Stanisław Kołodziej – Sługa Boży Kościoła katolickiego, męczennik, więzień Auschwitz i Dachau.
- inż. Bronisław Stoj – inżynier mechanik, racjonalizator produkcji, odznaczony licznymi medalami i nagrodami.
- prof. Henryk Stroka – pisarz, poeta, profesor szkół Rzeszowa i Krakowa (szkoła ludowa).
- prof. Wincenty Stroka – tłumacz, poeta, krakowski profesor gimnazjalny, poliglota (szkołą ludowa).
- ks. Tadeusz Strugała – kanonik honorowy stalowowolskiej Kapituły Konkatedralnej.
- dr Bronisław Syzdek – pisarz, historyk, kierownik Centralnego Archiwum KC PZPR.
- ks. Marian Szarek – duchowny rzymskokatolicki, kanonik.
- ks. Ludwik Wypasek – misjonarz, ksiądz ze Zgromadzenia Świętego Michała Archanioła.
- Czesław Zięba – analityk, laborant, inżynier i wynalazca.
- ks. Józef Zięba – duchowny rzymskokatolicki, przyjaciel bł. Jerzego Popiełuszki.

## Parafia św. Mikołaja i Imienia Maryi
Parafia w Bączalu Dolnym została erygowana najpóźniej w 1348 roku, co czyni ją jedną z najstarszych wspólnot parafialnych w granicach diecezji rzeszowskiej.

## Opieka zdrowotna
Na terenie miejscowości znajduje się punkt lekarski zlokalizowany w budynku Zespoły Szkół Publicznych i będący filią Gminnego Ośrodka Zdrowia z siedzibą w Skołyszynie, w którym lekarze przyjmują dwa razy w tygodniu.
Najbliższy szpital to: Szpital Specjalistyczny w Jaśle, znajduje się w odległości 10 km. Kolejne to: Szpital Specjalistyczny w Gorlicach – 25 km i Wojewódzki Szpital Podkarpacki w Krośnie – 34 km.

## Straż pożarna
W Bączalu Dolnym czynnie działa Ochotnicza Straż Pożarna, która powstała w 1928 roku z inicjatywy druha Jana Dybki. W latach 50. XX wieku wybudowano pierwszą remizę strażacką. Dzisiejszy Dom Strażaka otwarto 10 września 1978. W 1982 w czasie trwania stanu wojennego, jednostka odebrała sztandar ufundowany z okazji 55. rocznicy swojej działalności. 8 lipca 2018 OSP obchodziło 90. lecie swojego istnienia.

## Winnice
Tereny powiatu jasielskiego, zwłaszcza jego północna i zachodnia część, obfitują w nowo powstałe, zakładane po 2000 roku winnice. Na terenie Bączala Dolnego zlokalizowana jest winnica „Nad Doliną”, z której rozciąga się widok na malownicze okolice. Tutejsze ziemie są idealne do uprawy winorośli: lekka ziemia, odpowiednie nachylenie stoków.
W sąsiednim Bączalu Górnym zlokalizowana jest winnica „Dwie Granice” o powierzchni ponad 2 hektarów.

## Lasy
Teren miejscowości porastają lasy mieszane, głównie buczyna karpacka z domieszką jodły i sosny zwyczajnej. Zajmują one około 15% całkowitej powierzchni sołectwa. Największe skupiska leśne zlokalizowane są w rejonie góry Babis – lasy mieszane oraz przy granicy z Dąbrówką – lasy jodłowe. Lasy i zadrzewienia znajdujące się w granicach Bączala Dolnego wchodzą w skład Leśnictwa Lisów przynależącego do Nadleśnictwa Kołaczyce.

## Historyczna przynależność terytorialna
Po II wojnie światowej miejscowość należała administracyjnie do województwa krakowskiego (1945), rzeszowskiego – powiat jasielski (1945–1974), krośnieńskiego (1975–1998) i aktualnie do woj. podkarpackiego – powiat jasielski (od 1998).